# Cesd
La Cesd s.r.l. (acronimo di Corsi editati schede dispense) è stata un'azienda operante nel settore dell'istruzione e della formazione professionale soprattutto attraverso i marchi CEPU e Grandi Scuole, ad oggi dichiarata fallita.

## Cessione delle attività a Studium Srl
Poco prima del fallimento di Cesd, le sue attività e la gestione dei marchi (incluso Cepu) sono state affittate a Studium s.r.l., società creata a Roma nel 2015 dai figli di Francesco Polidori, fondatore della stessa Cesd.

## Centri
In Italia sono tuttora presenti circa 100 "centri studio" dove vengono offerti servizi universitari, valutazione crediti formativi, corsi di abilitazione professionale, assistenza all'estero per corsi di laurea e/o abilitazione, corsi di lingua inglese e d'informatica. Ogni centro è anche un "punto informativo accreditato" dell'università telematica e-Campus, con funzioni di segreteria e assistenza allo studio in presenza.

## Marchi
- Cepu (acronimo di Centro Europeo Preparazione Universitaria) - Preparazione universitaria
- Grandi Scuole - Recupero anni scolastici
- CepuWeb - Master informatica e web
- Gloschool - Corsi di inglese
- Cepu International - Studio all'estero *Scuolatest - Corsi di formazione per i test di ammissione universitari

### Marchi del passato
- Irregular CepuWeb - Strategie di Web Marketing
- Scuola Radio Elettra - Corsi professionali per corrispondenza
- Scuola Test D'Ammissione - Corsi di formazione per gli studenti delle scuole superiori.
- Accademia del Volo Cepu - Corsi di Pilotaggio

## Crisi economica e fallimento
Nel 2015 l'azienda ha accumulato debiti superiori a 50 milioni di euro e nel mese di aprile ha chiesto il concordato preventivo fallimentare per ricorrere agli ammortizzatori sociali ed eventualmente avviare una ristrutturazione aziendale, impossibile con 122 milioni di debito. Nel frattempo la Procura della Repubblica di Roma ha ordinato il sequestro di 3 milioni di euro pari all'IVA non versata all'erario. La società è anche in debito sia con gli istituti di previdenza per non aver versato i contributi a circa 2 000 collaboratori dal 2010 al 2015 anno del fallimento, sia con i fornitori.
Il 17 febbraio 2016 la sezione fallimentare del Tribunale di Roma ha dichiarato il fallimento di Cesd s.r.l.

## Controversie
Alcuni collaboratori esterni di Cepu sono stati al centro di un'inchiesta sulla compravendita di tesi di laurea, conclusa con la condanna di due studenti e nove tutor, incluso il responsabile della sede di Urbino. La Cepu si è dichiarata "del tutto estranea a quanto si assume essere avvenuto". I collaboratori che non hanno parlato sono stati promossi. La Corte d'Appello di Ancona il giorno 11 aprile 2016 dichiara di non dover procedere nei confronti dei 9 collaboratori e dei 2 studenti.
Nel corso degli anni, il Garante della privacy ha più volte accertato l'esistenza di pubblicità aggressiva condotta per via telefonica da Cesd Srl per attività promozionali legate ai marchi CEPU e/o e-Campus. Cesd ha cessato i contatti e cancellato i dati solo a seguito dei solleciti del Garante, violando così il Codice in materia di protezione dei dati personali che invece prevede la cancellazione dei dati entro 15 giorni dalla notifica di ricezione della richiesta dell'utente.